# Викстрём, Эмиль
Эмиль Викстрём (швед. Emil Wikström; 13 апреля 1864, Або, Великое княжество Финляндское — 26 сентября 1942, Хельсинки, Финляндия) — известный финский скульптор, видный представитель «золотого века» финского искусства периода 1880—1910 годов.
Работал в стиле национального романтизма и реализма. Среди его работ — каменные исполины, держащие фонари, на железнодорожном вокзале Хельсинки, памятники Э. Лённроту и Й. В. Снелльману, гранитный медведь перед Национальным музеем Финляндии.

## Биография

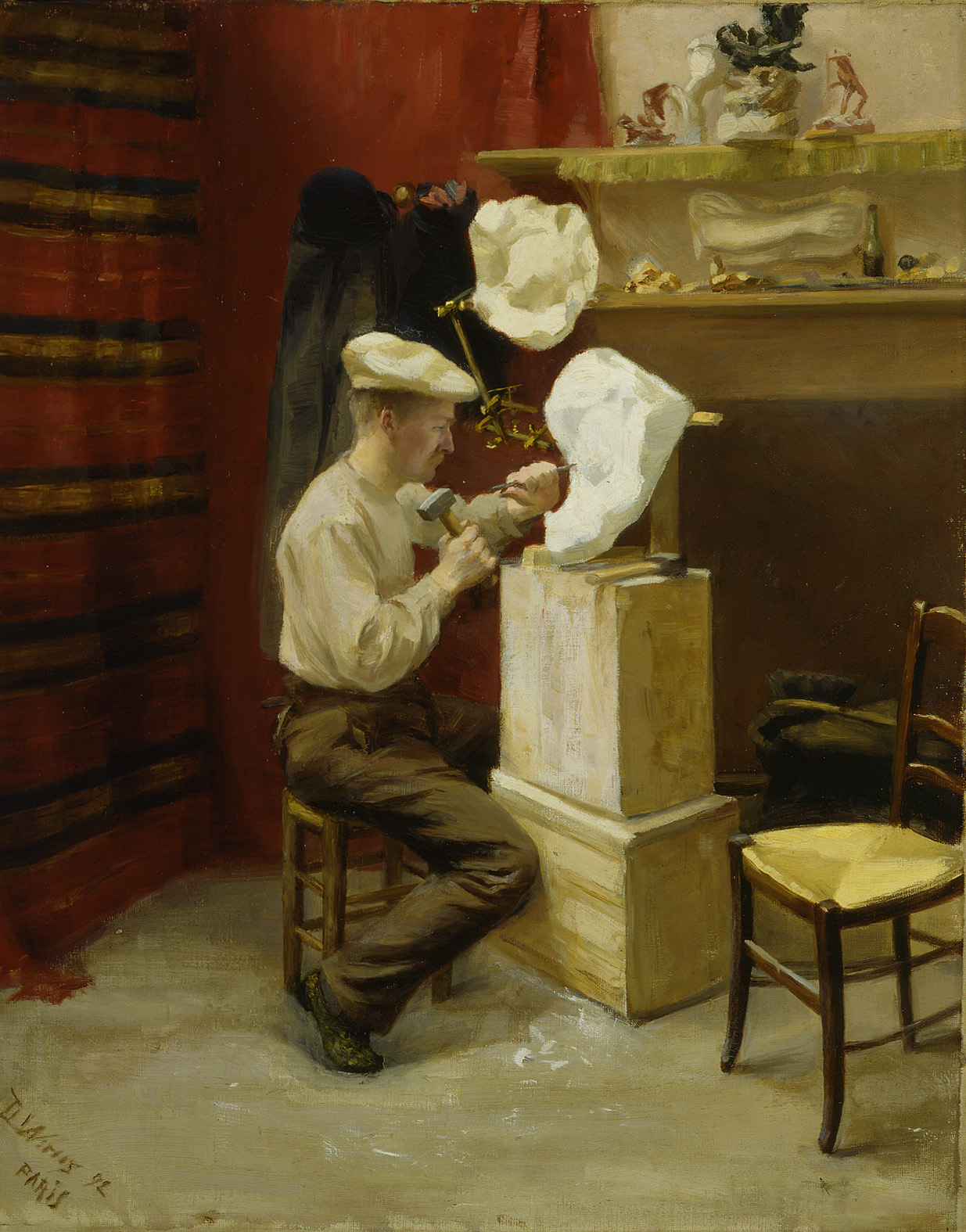
Портрет в 1892 году. (Работа Доры Уолроос)

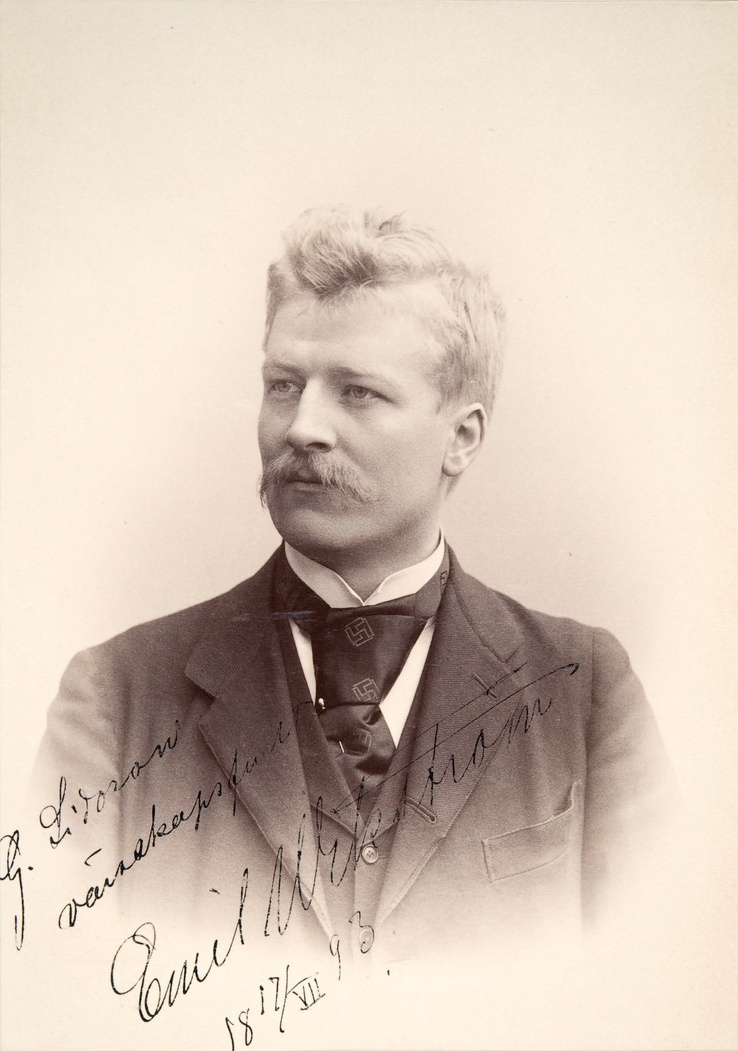
Викстрём в 1893 году

Его родителями были бригадир строительства Йохан Эрик Викстрём и Густава Самуэлинтьятер Линнамяки.. Эмиль Викстрём изучал изобразительное искусство в рисовальной школе Финского художественного общества в Турку и Хельсинки, в Академии изобразительных искусств в Вене, а также в Академии Жюлиана в Париже. Викстрём, как и другие художники, черпал вдохновение для своего искусства в культурной мифологии своей страны. Финские художники учились и работали в Париже. Некоторые решили отступить в тишину леса, как Викстрём написал в письме Акселю Галлену в 1898 году. Викстрём первым осуществил свой план и нашел идеальное место для себя в Сяаксмяки, около озера Ванаявеси.

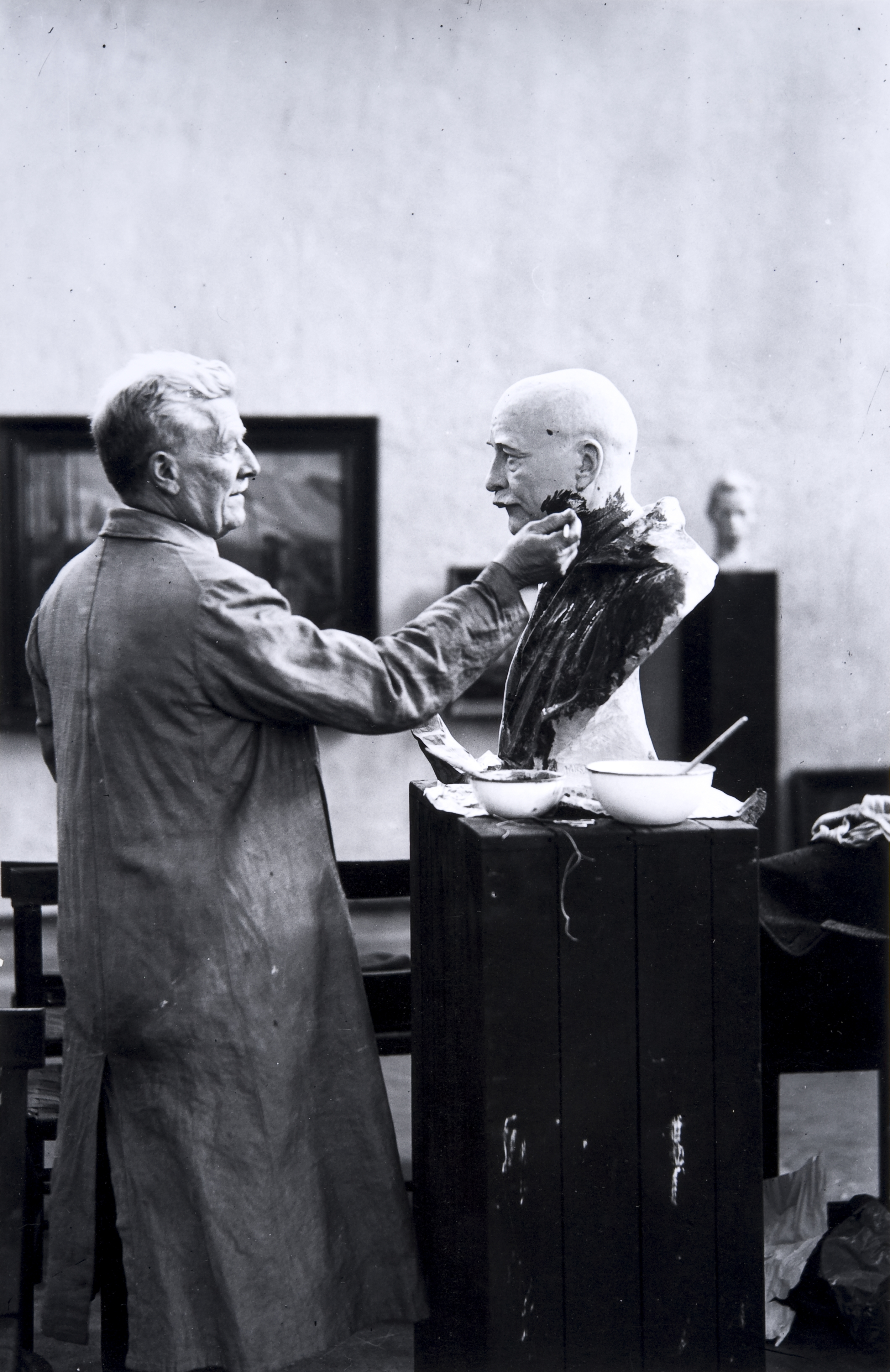
Викстёрм работает в Висавуори, 1932 год

В 1890 году он обручился с художницей Дорой Уолроос, и они вместе изучали искусство в Париже. Однако они разошлись, и в 1895 году Викстрём женился на Алисе Хёгстрём (1863–1950). У них было три дочери: Эстель, Анна-Лийза и Миликки Анн-Мари. Сын Эстель Кари Суомалайнен был известным карикатуристом.
Эмиль Викстрём создал большую часть своих работ в Висавуори, его доме и студии в Валкеакоски. Викстрём был одним из самых выдающихся финских скульпторов своего времени, больше всего запомнился своими общественными памятниками в Хельсинки, статуями на вокзале и других городах Финляндии. Он создал портреты многих государственных деятелей, политиков, бизнесменов, членов семьи и друзей, а также персонажей из финской мифологии.

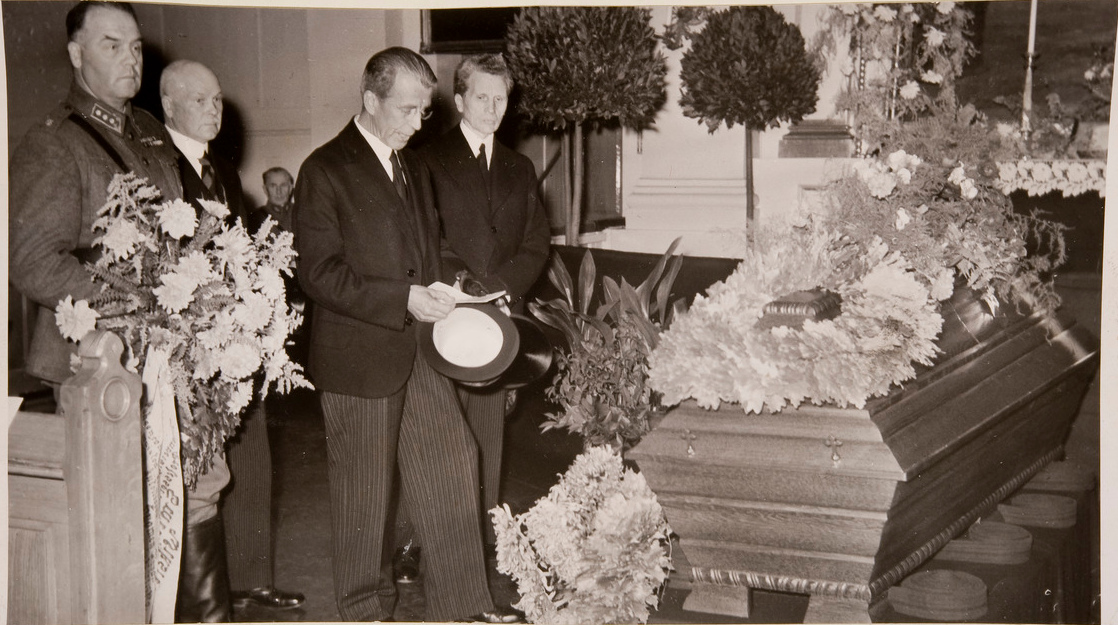
Представители Союза финских скульпторов возлагают венок к гробу Викстрёма, 2 октября 1942 г.

Похоронен на кладбище Хиетаниеми в Хельсинки.
Висавуори был открыт для публики как музей в 1967 году. В музее выставлены многие оригинальные слепки и этюды.

## Работы

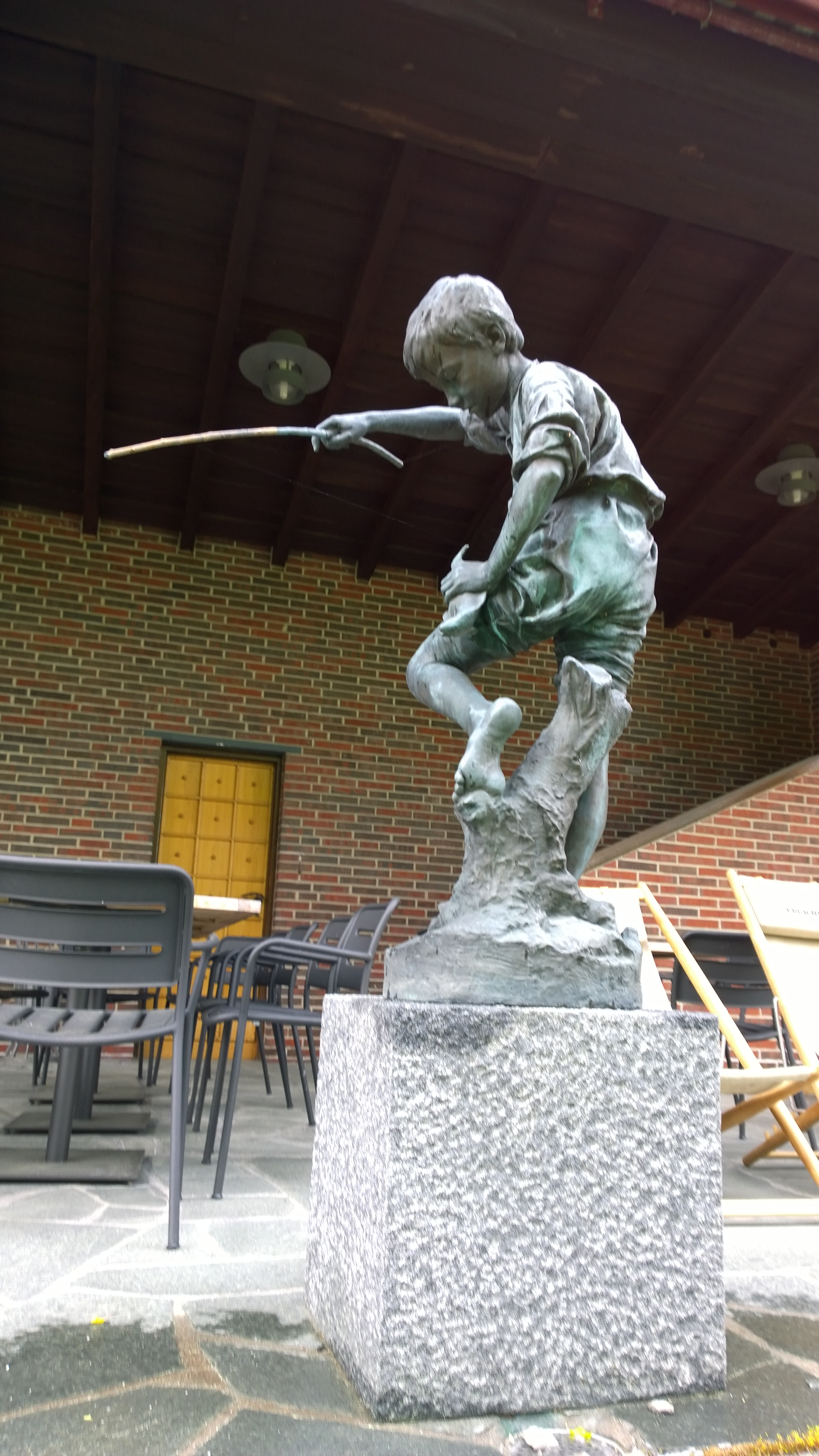
Мальчик-рыбак с окунем (фин. Poika ja ahven), 1888.
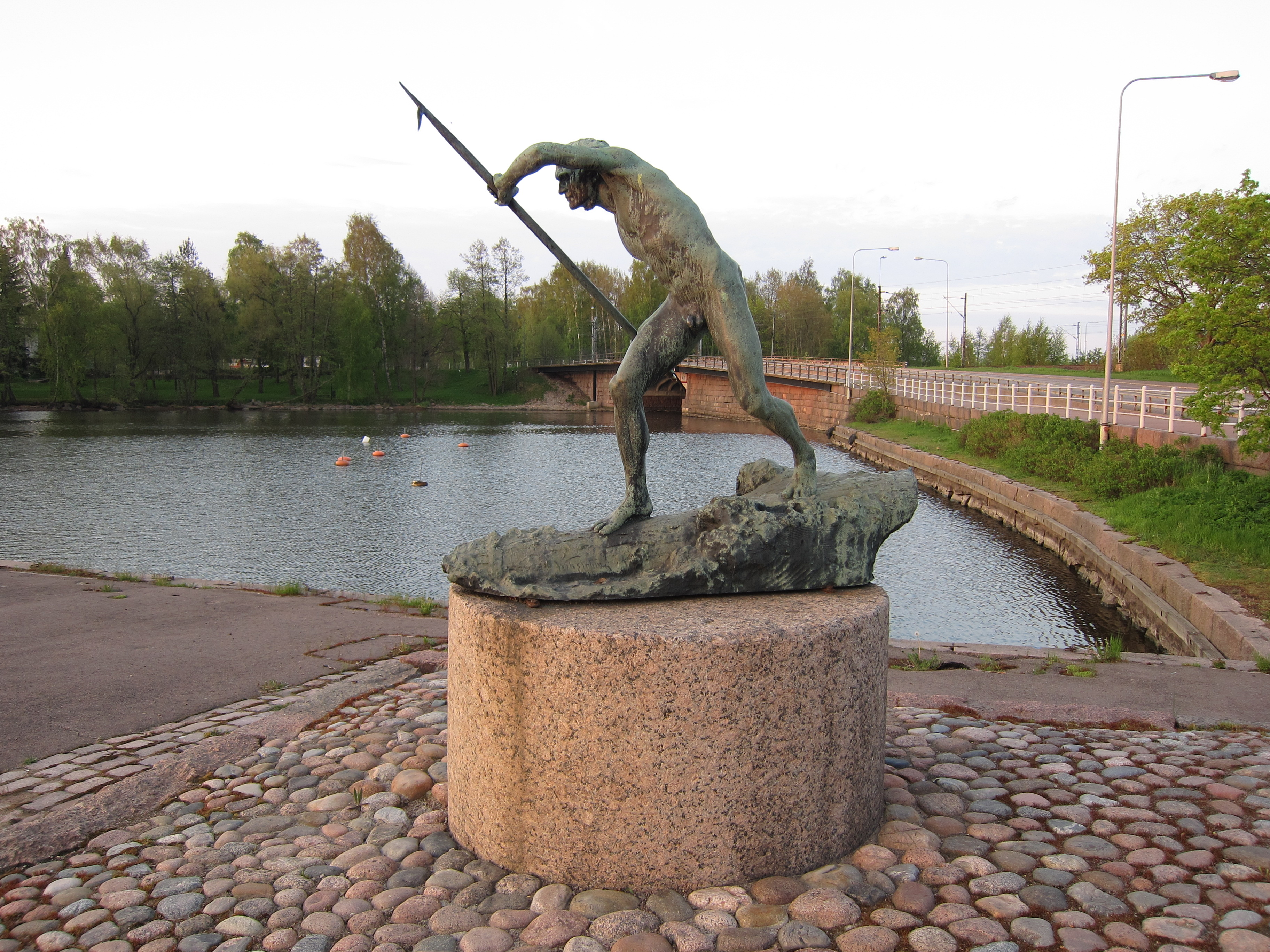
Плотогон (фин. Tukinuittaja), 1890, Котка
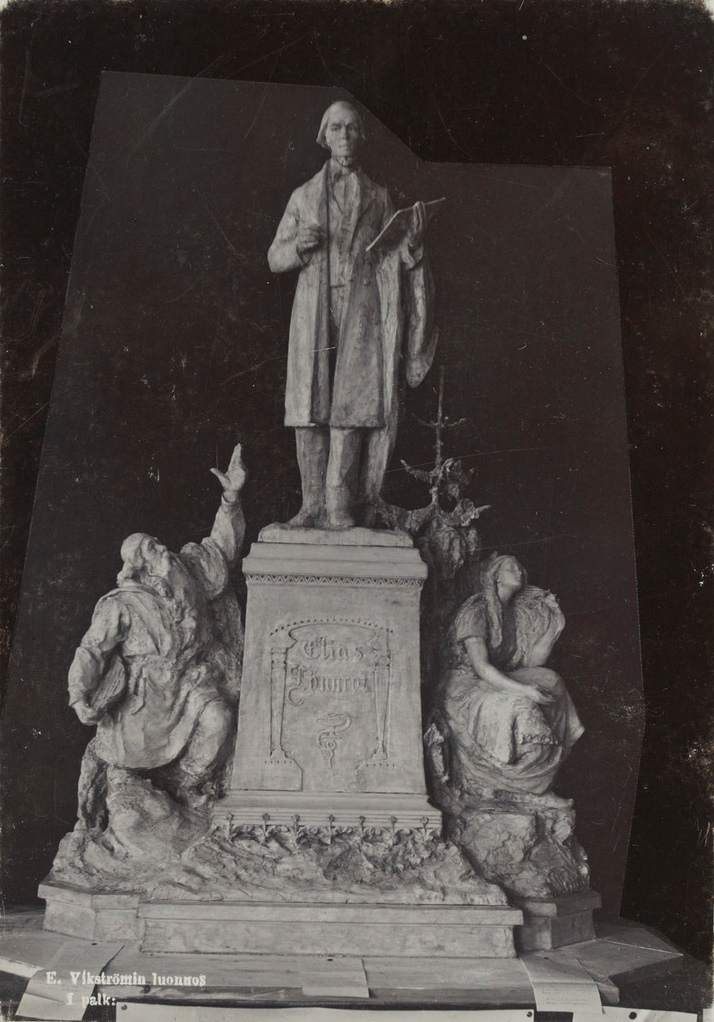
Ранний проект памятника Элиасу Лённроту (победитель конкурса дизайна 1899 года)
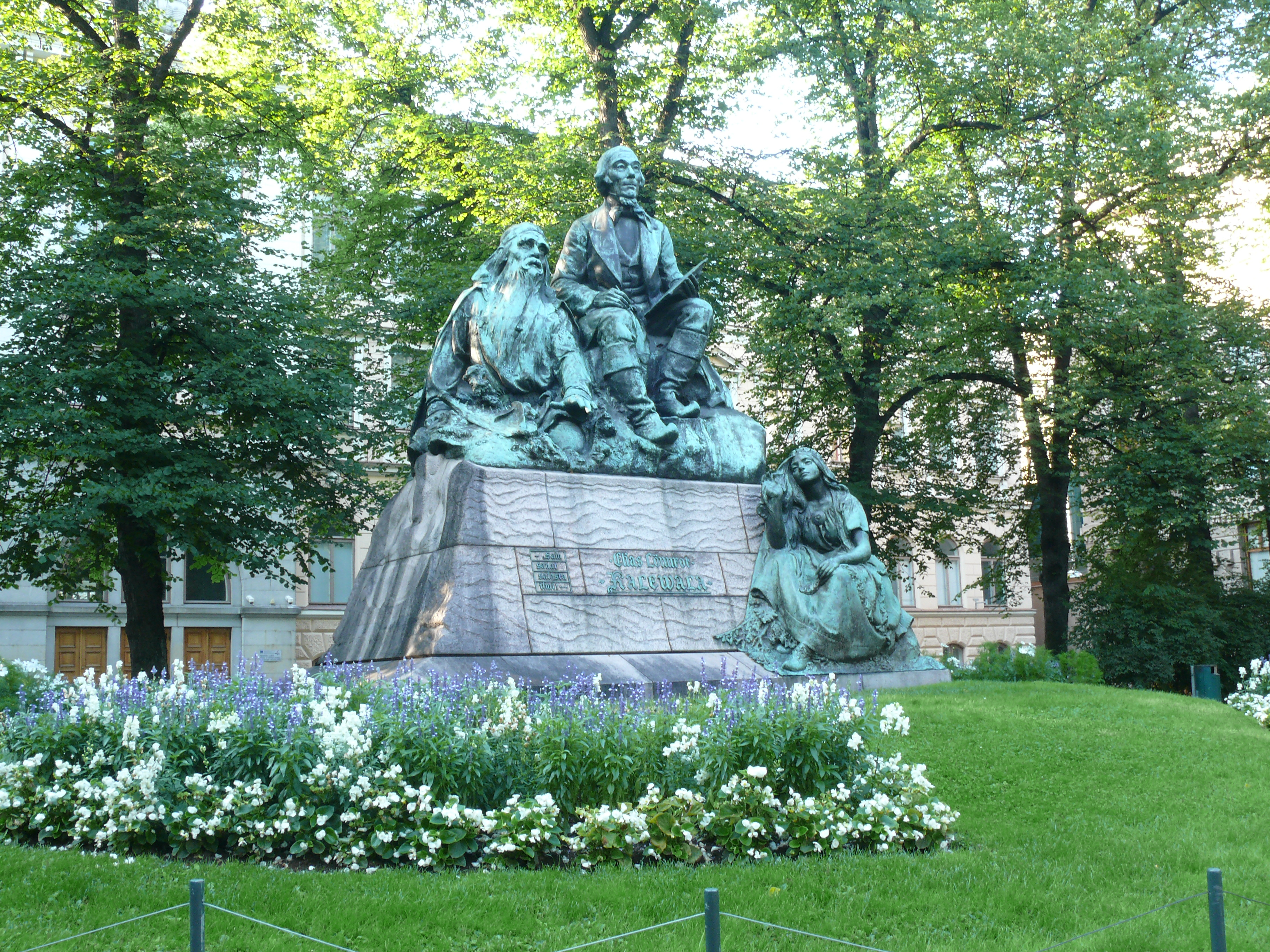
Памятник Элиасу Лённроту, 1902
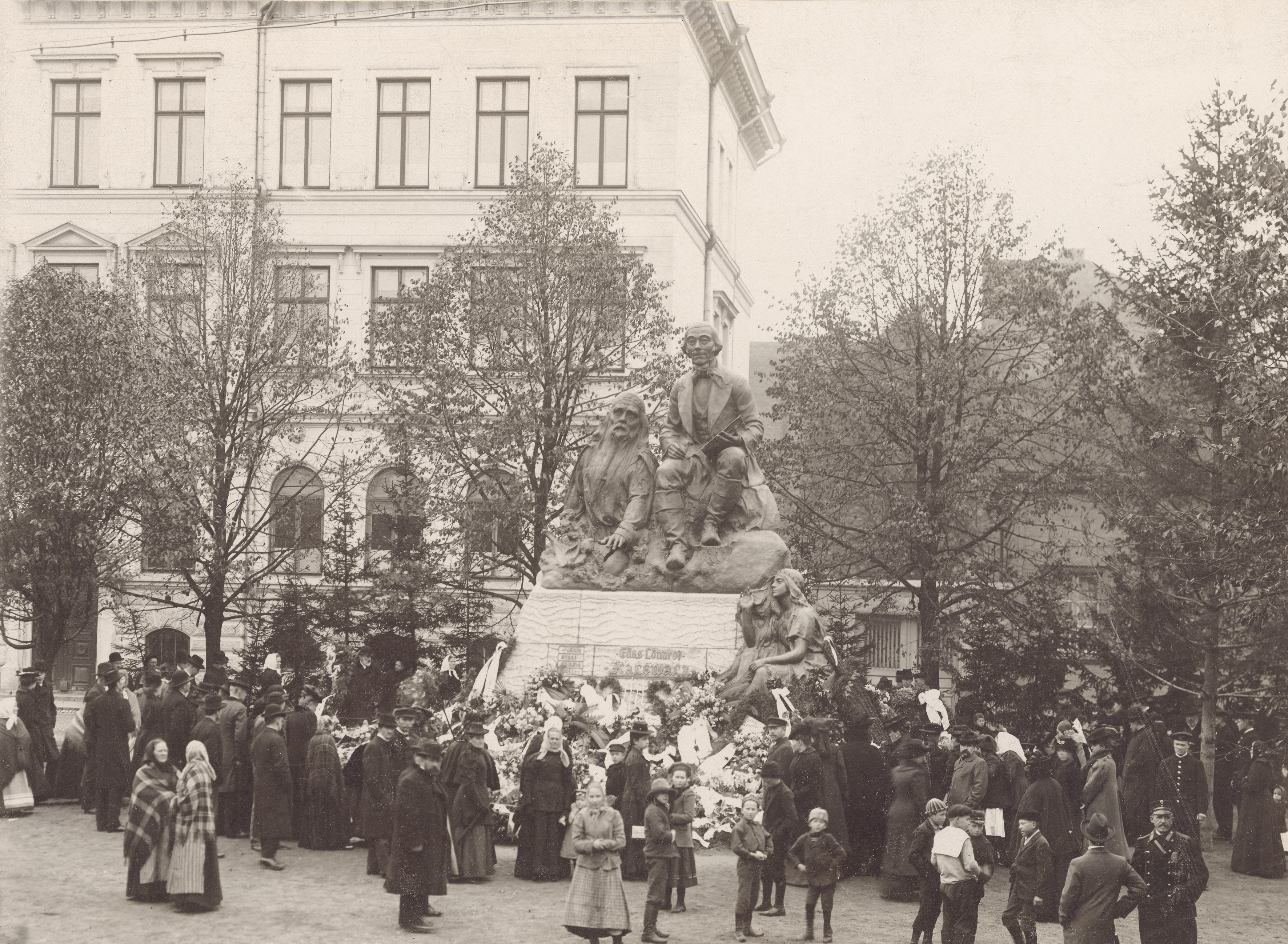
Статуя Лённрота в день открытия, 18 октября 1902 г.
Тимпан Дома сословий, изображающий Александра I в 1809, 1903 г.
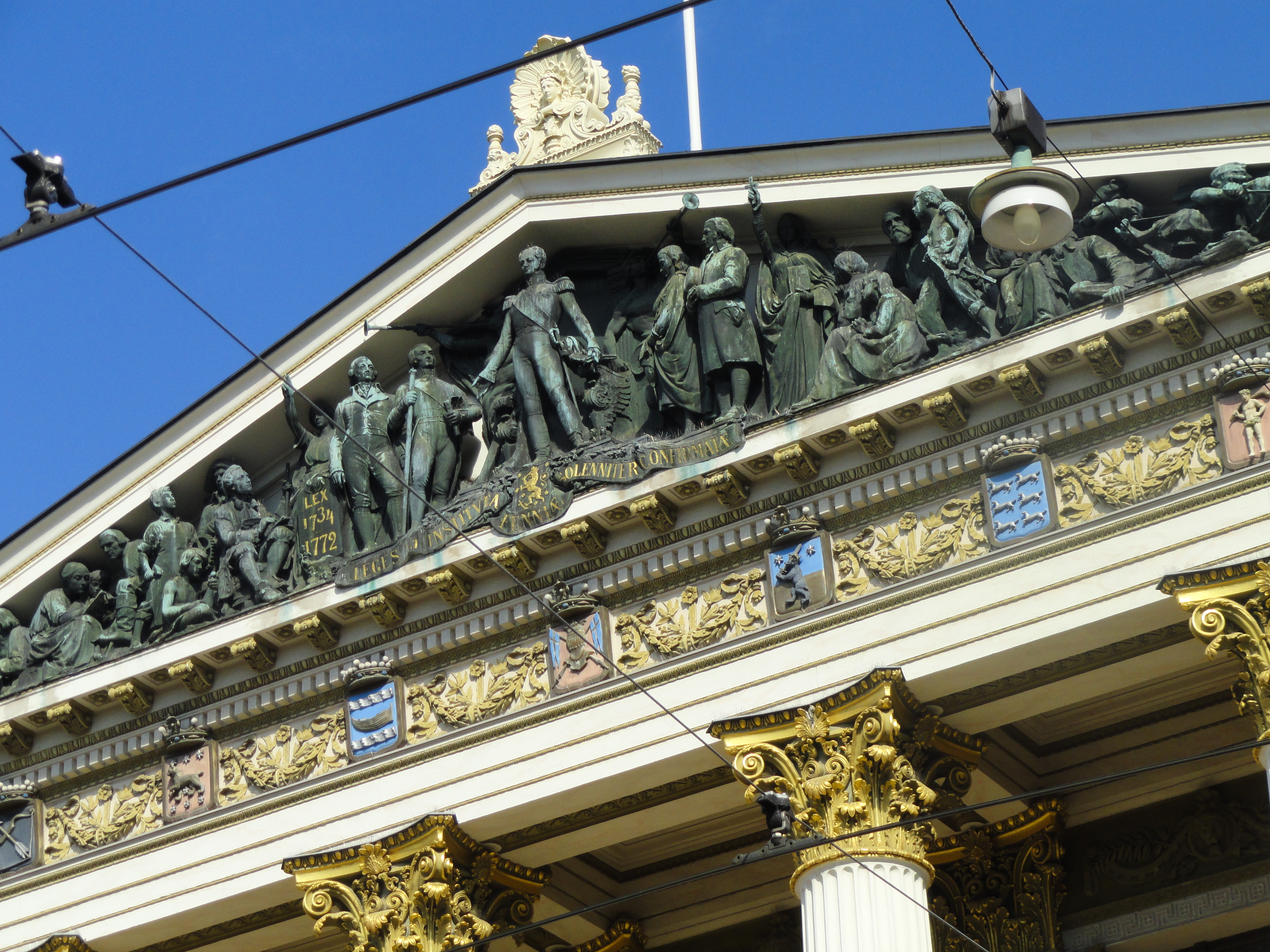
Фронтон на Доме Сословий, 1893–1903, Хельсинки
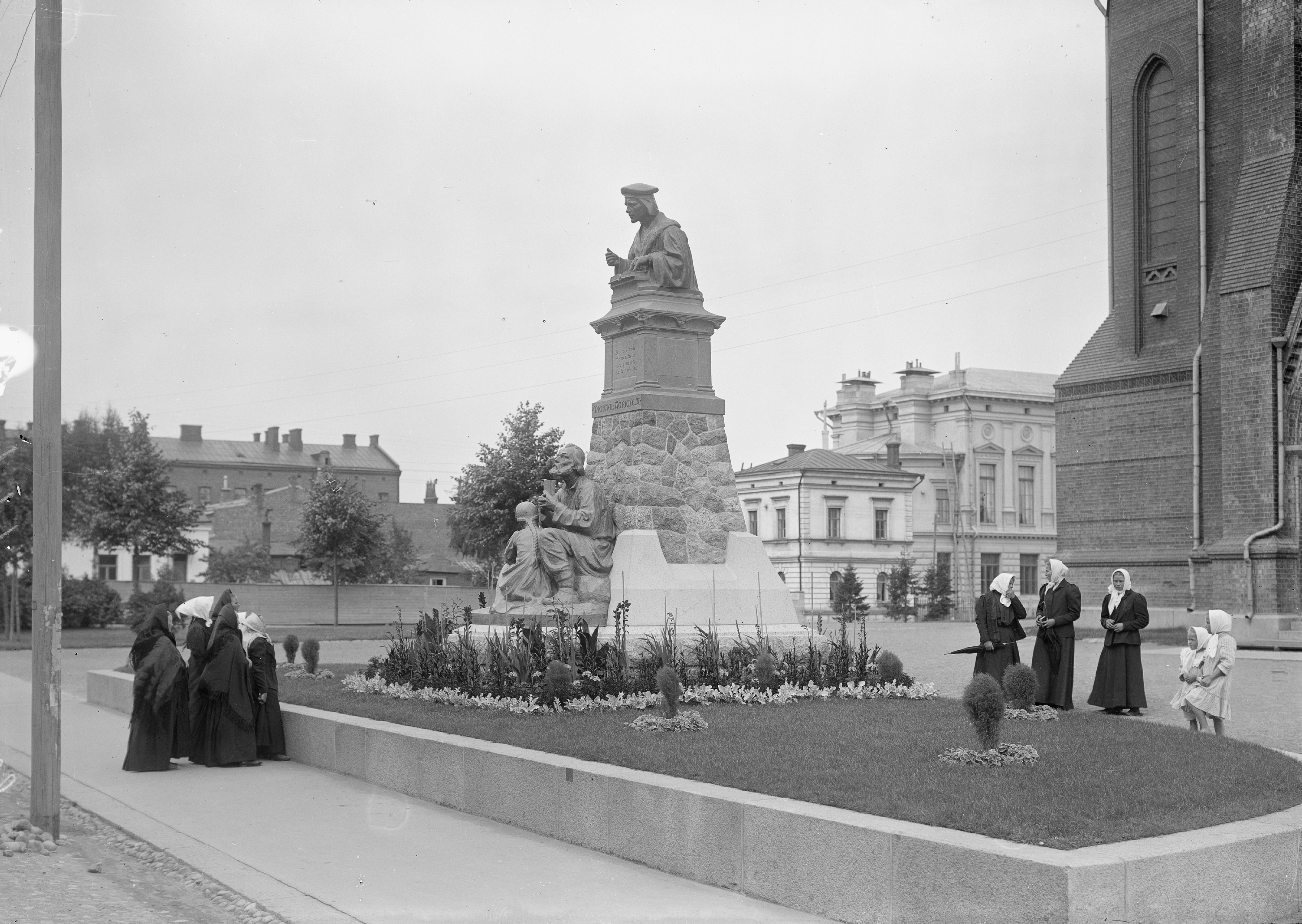
Статуя и памятник Микаэля Агриколы в Выборге, 1908 г.(потеряна в процессе Зимней войны[10])
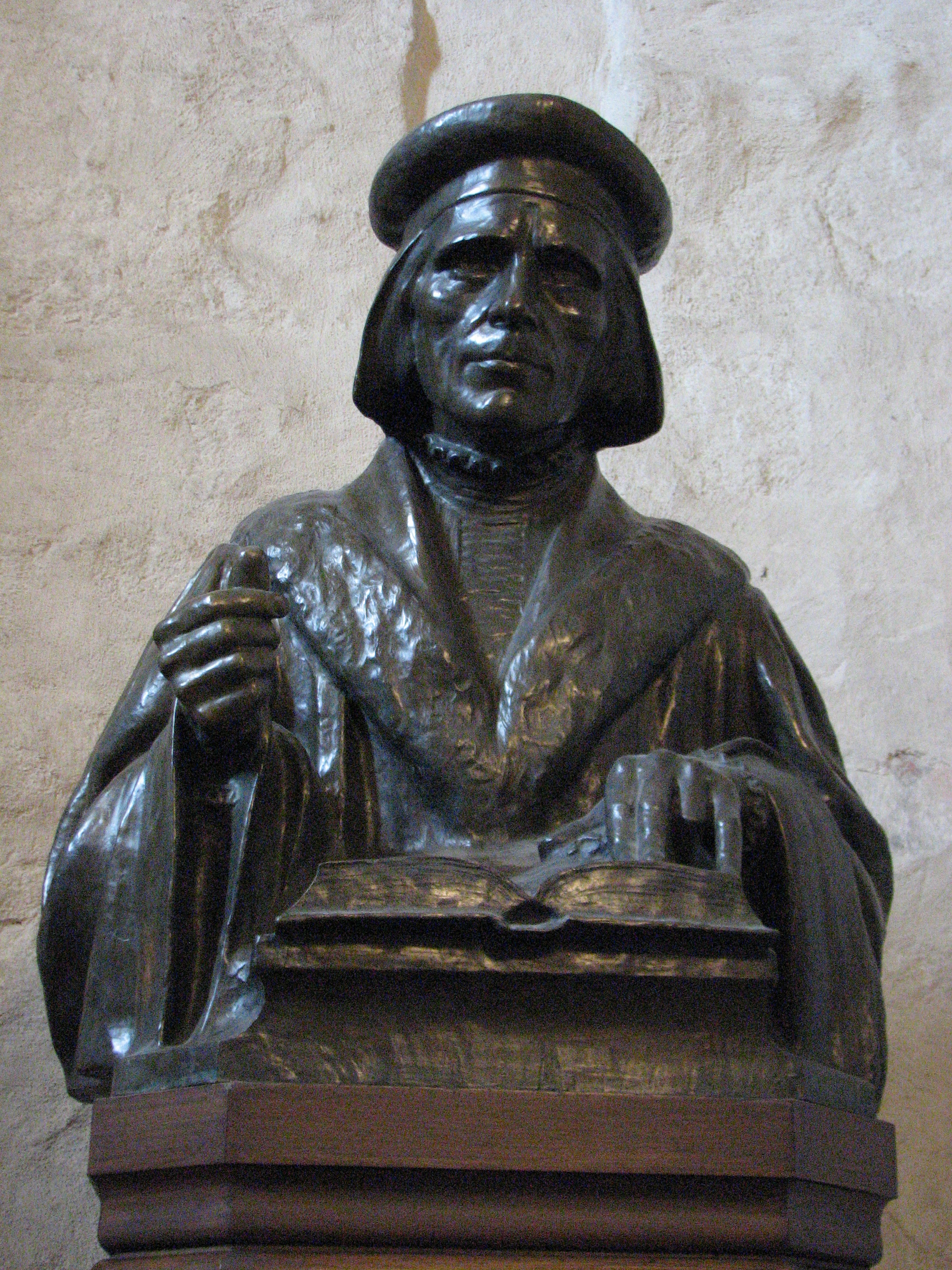
Бронзовая копия верхнего бюста Агриколы в Турку, 1910
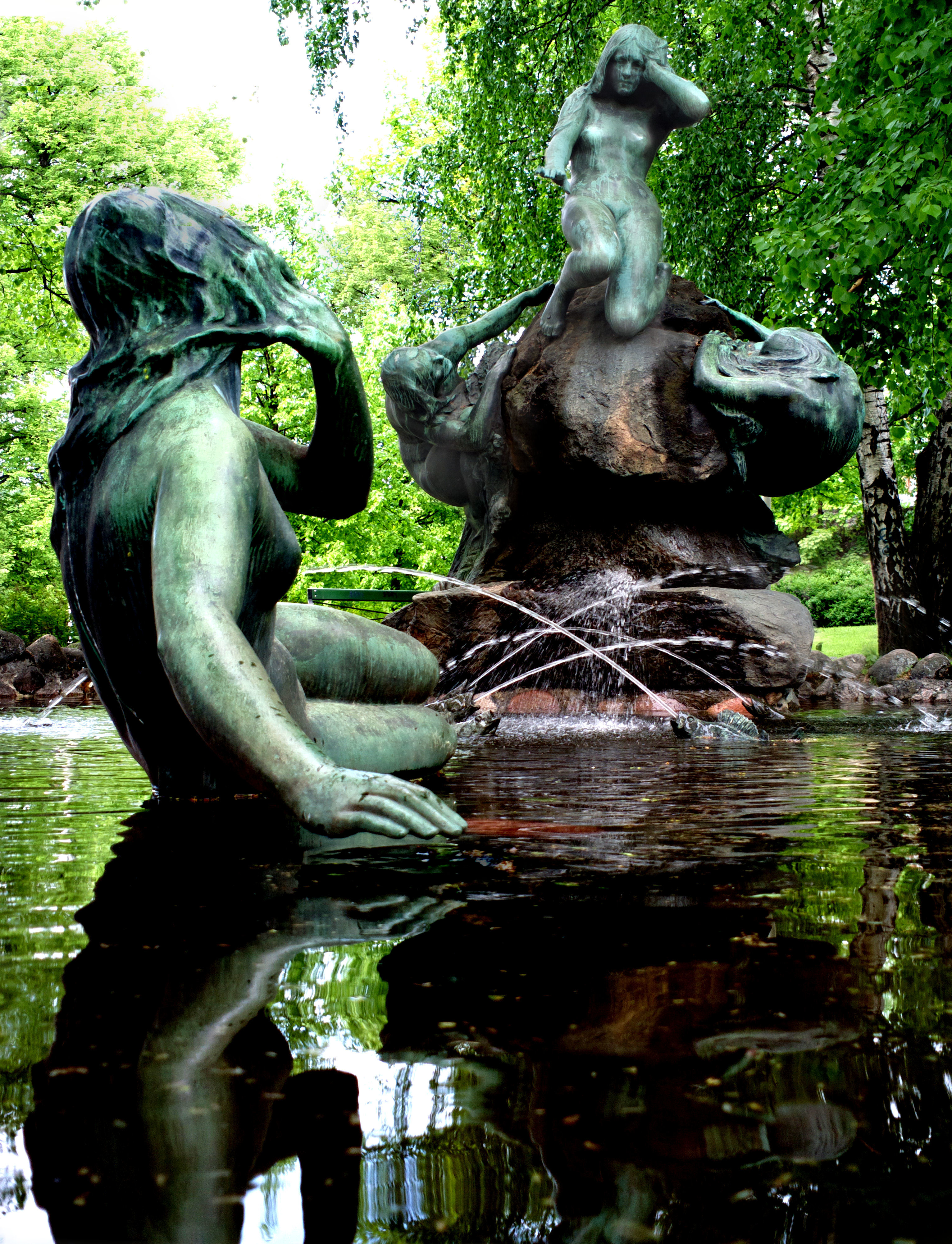
Фонтан Айно в Лахти, 1912
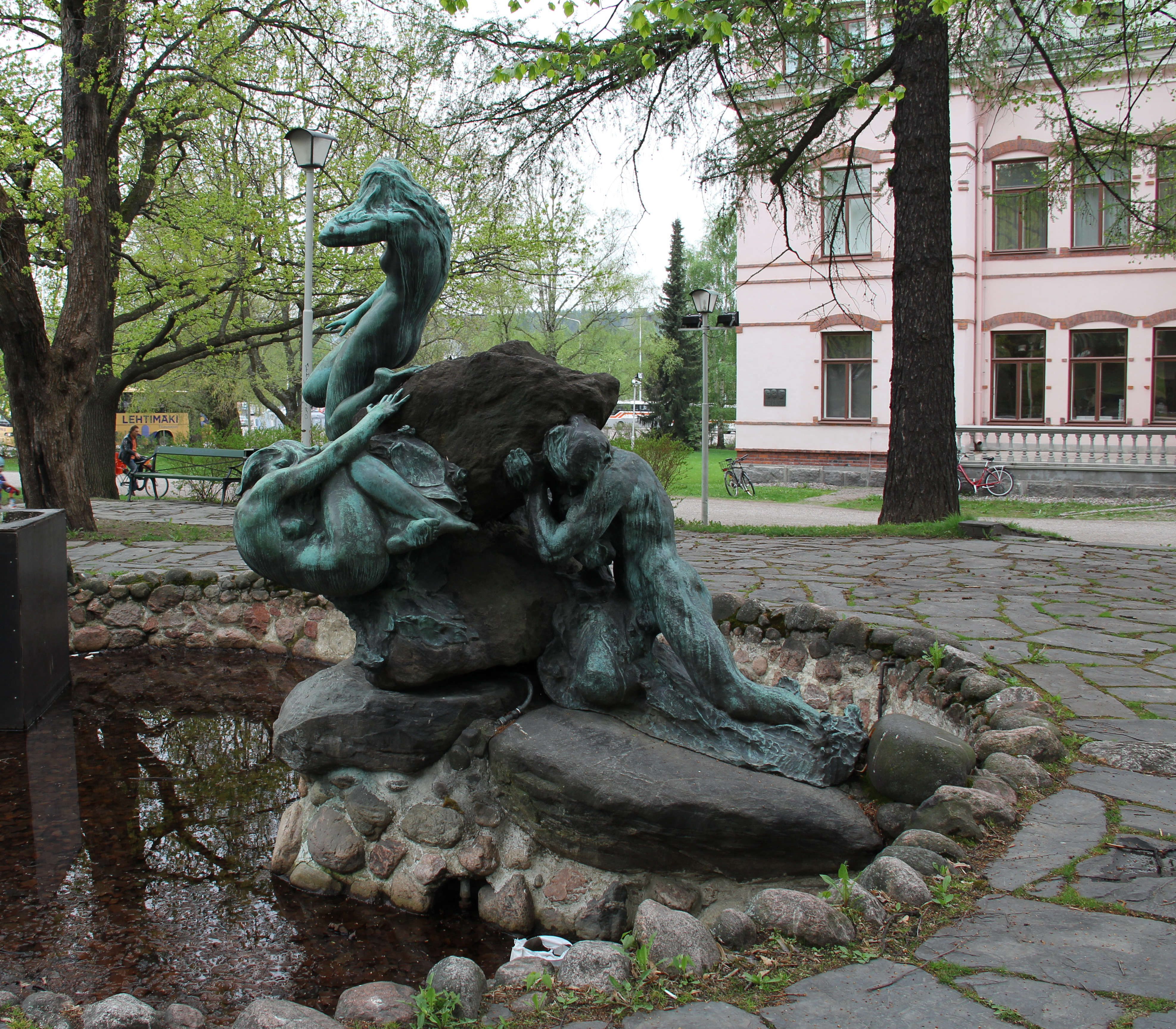
Фонтан Айно, вид сбоку (Айно пытается противостоять зову трех водных девушек Велламо, в то время как человек из Ахтолы толкает камень сзади[11])
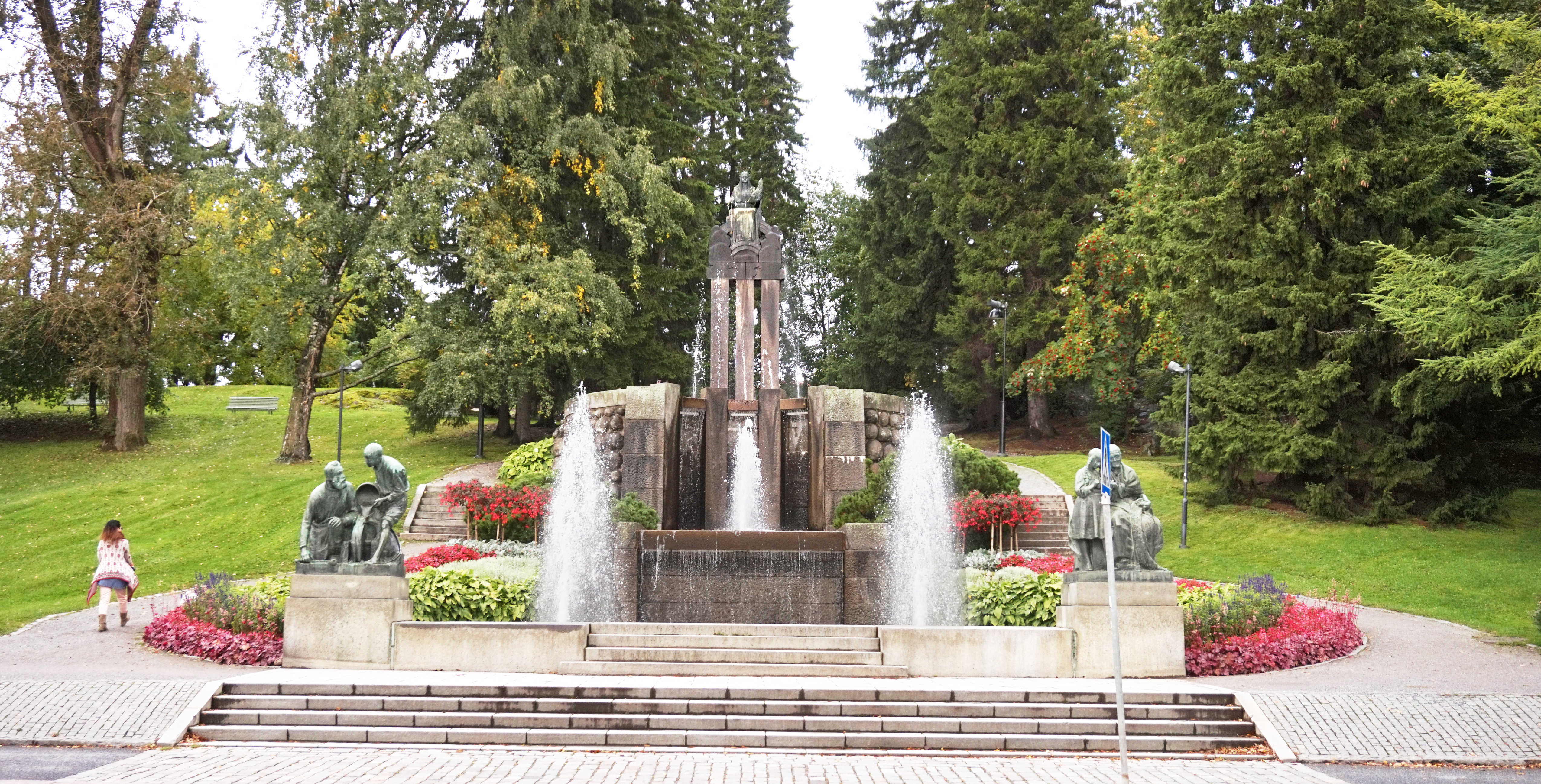
Фонтан Нясикаллио, 1913 (вверху изображена Дева Похьёла на радуге, а внизу слева - статуя обрабатывающей промышленности, а справа - надомная промышленность.[12])
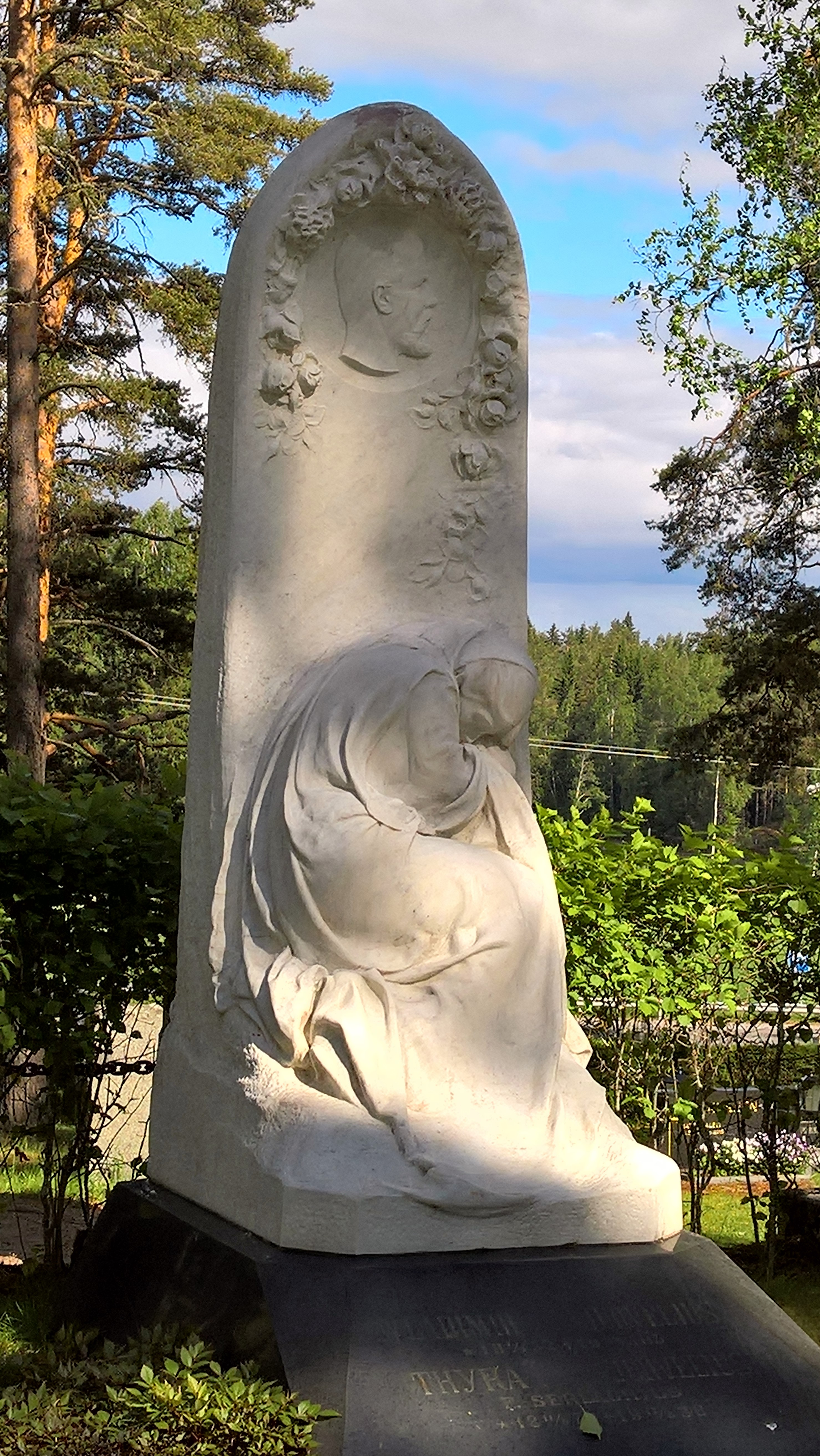
Семейное надгробие Владимира и Тиры Юрвелиус
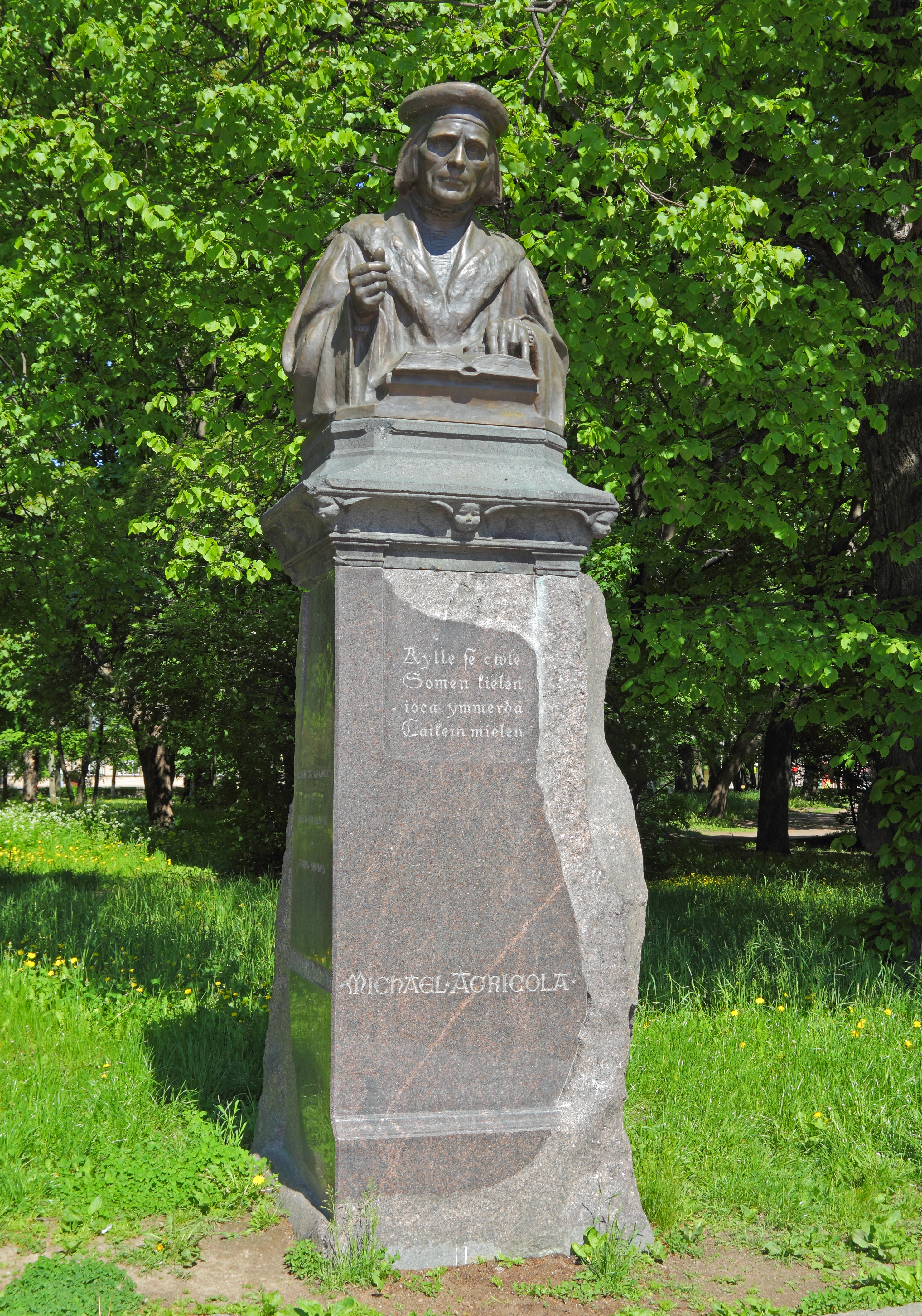
Памятник Микаэлю Агриколе, 1908
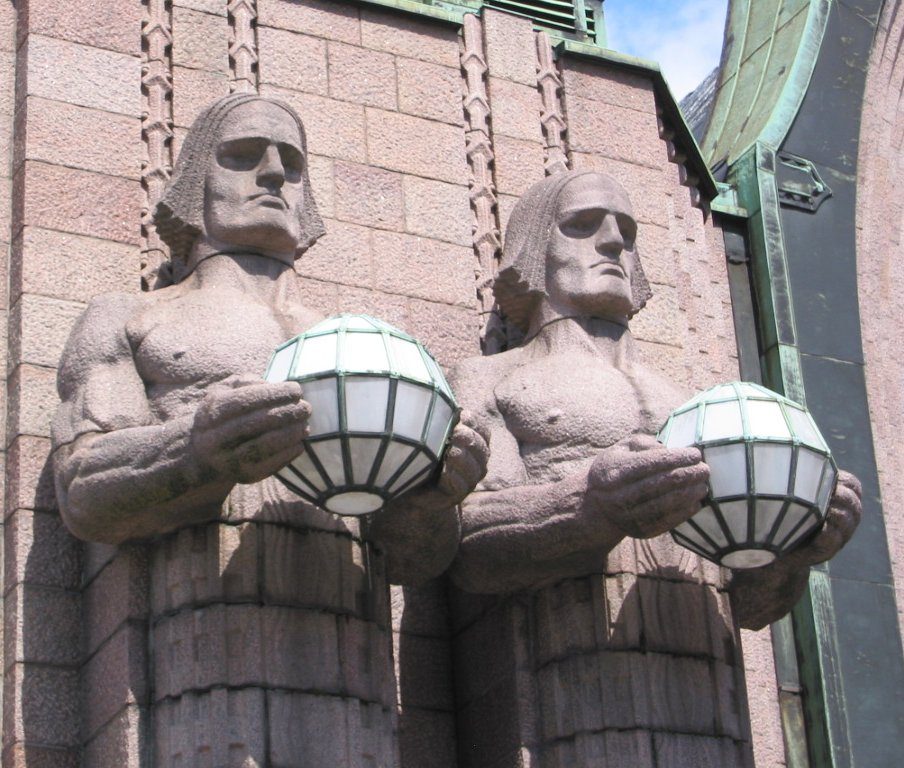
Исполины с фонарями (фин. Lyhdynkantajat), 1914
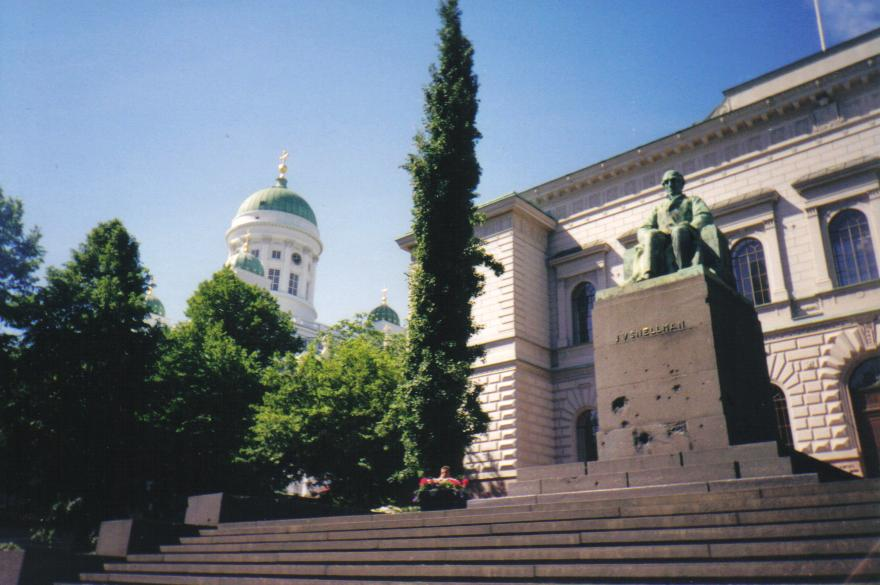
Памятник Й. В. Снелльману, 1916
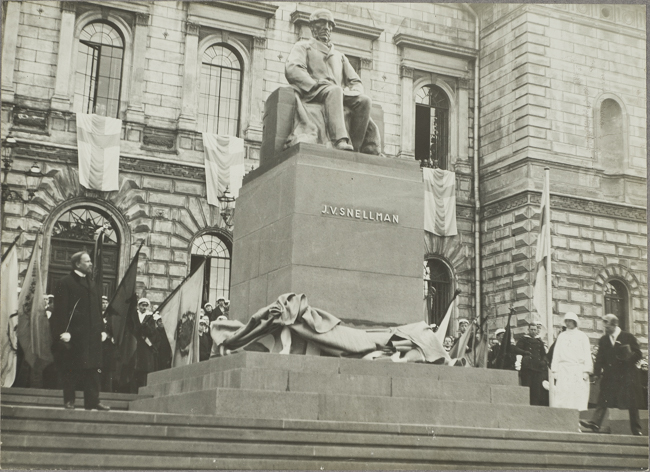
Открытие памятника Снельману в 1923 г.(фактически уже завершено в 1916 г.)
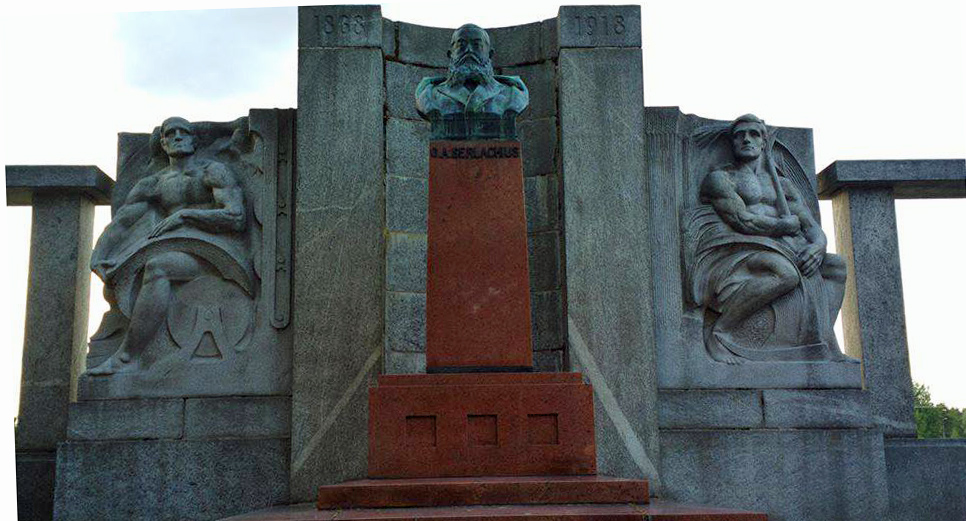
Памятник Г. А. Серлахиусу, 1921.